# Studio Agrafka
Le studio Agrafka est un studio de design fondé par les artistes ukrainiens Romana Romanyshyn et Andriy Lesiv. Le studio est spécialisé dans le graphisme, la peinture et le design. Il a remporté des prix internationaux dans le domaine de l'illustration de livres, notamment le Prix international biennal d'illustration et le Prix Ragazzi de Bologne 2018.

## Histoire
Romanyshyn et Lesiv ont commencé à travailler dans l'illustration de livres alors qu'ils étaient encore étudiants au Collège d'État des arts décoratifs et appliqués de Lviv de 1999 à 2003. Après avoir obtenu leur diplôme, ils ont reçu une proposition de la maison d'édition Літопис (« Chronique ») basée à Lviv pour créer la couverture du roman Naive d'Erlend Loe. Le duo a continué à concevoir pour Літопис, produisant des dessins généraux pour deux recueils de poésie : Зів'яле листя d'Ivan Franko en 2006 et Три перстені de Bohdan-Ihor Antonytch en 2008. Leur travail sur Зів'яле листя était particulièrement important, car il représentait leur premier travail complet qui englobait la conception, la mise en page et les graphiques.
Romanyshyn et Lesiv ont poursuivi leurs études en design de livres lors d'un stage à Cracovie en 2010 dans le cadre de la bourse Gaude Polonia du ministère polonais de la Culture. Pendant cette période, ils ont travaillé sur la dernière pièce de la lauréate polonaise du prix Nobel Wisława Szymborska, un recueil de poèmes intitulé Może To Wszystko. La collection a été publiée par BoSz et a reçu les éloges de l'auteur.
En 2011, Agrafka a entrepris son premier projet de livre pour enfants. Produit aux côtés de la maison d'édition Bogdan Textbook, le livre, un conte folklorique ukrainien, a été reconnu comme le meilleur livre au Festival international pour enfants de Lviv, a remporté le Grand Prix du livre pour enfants et a été reconnu dans l'édition 2012 de White Ravens, un concours international catalogue de livres pour enfants. Travaillant à nouveau avec Bogdan Textbook, Agrafka a illustré un autre conte folklorique ukrainien intitulé Ріпка en 2012. Le livre a remporté le Lion's Children's Book Award du meilleur art et a été inclus dans White Ravens en 2013.
Dans les années suivantes, Agrafka a coopéré étroitement avec la maison d'édition Old Lion . La maison d'édition a publié quatre livres illustrés par Agrafka : Антоміми et Зірки і макові зернята en 2014, et Мій дім і речі в нім et Війна, що змінила Рондо en 2015. En 2015, Old Lion, Agrafka et les auteurs O. Dumanska et G. Tereshchuk ont produit le premier livre d'une série d'encyclopédies alphabétiques qui a remporté le prix du meilleur livre du Forum des éditeurs. L’année suivante, ils ont conçu un supplément à la série qui a également remporté Best Book of the Publishers Forum et a obtenu le titre de Livre de l’année 2016.

## Récompenses
- 2006 : 13e Forum des éditeurs à Lviv Prix pour Зів'яле листя
- 2009 : International Renaissance Foundation Awards pour la conception de classiques humanitaires mondiaux
- 2011 : Grand Prix du livre jeunesse pour le conte folklorique ukrainien Рукавичка
- 2011 : 18e Forum des éditeurs à Lviv Livre de l'année pour le conte folklorique ukrainien Рукавичка
- 2011 : 23e Prix biennal international d'illustration pour le conte folklorique ukrainien Рукавичка
- 2013 : Inclus dans le catalogue annuel des White Ravens pour Ріпка
- 2014 : Prix de la Foire internationale du livre pour enfants de Bologne (catégorie Opera Prima) pour Зірки і макові зернята
- 2015 : Prix spécial de la Foire internationale du livre pour enfants de Bologne (catégorie Nouveaux horizons) pour Війна, що змінила Рондо[4]
- 2015 : Meilleur livre du Forum des éditeurs pour l'encyclopédie alphabétique Sheptytsky from A to Z
- 2016 : Frankfurt Book Fair Global Illustration Award (catégorie Cover Illustration) pour Georges et les Secrets de l'univers[5]
- 2018 : Bologna Ragazzi Award (catégorie non-fiction pour enfants) pour les livres originaux Голосно, тихо, пошепки et I See So
- 2018 : Book Arsenal Grand Prix (catégorie Best Book Design) pour I See So[6]
- 2019 : Lauréat du Concours Nami de Corée du Sud pour Farewell
- 2019 : 38e lauréat du prix Andersen pour Loud, Quiet, Whispers
- 2020 : Médaille d'or ED-Awards (catégorie Illustration de livre et d'édition) pour Оптика Бога[7]